# Gilbert-Louis-Grégoire Michelon de Cheuzat
Pour les articles homonymes, voir Michelon.
Gilbert-Louis-Grégoire Michelon de Cheuzat est un homme politique français né le 30 août 1740 à Montmarault (Allier) et décédé le 4 février 1807 au même lieu.

## Biographie
Gilbert Louis Grégoire Michelon est le fils de Paul Michelon de Félines (1714-1785), procureur du roi en la châtellenie de Murat et subdélégué de l'intendant de Moulins à Montmarault, et de Marguerite Aufauvre. Il a un frère cadet (1742-1804) qui porte exactement les mêmes prénoms que lui, Gilbert Louis Grégoire, et avec lequel il est parfois confondu ; ce dernier a été maire de Montmarault en 1786.
Avocat en parlement, procureur du roi à Montmarault, subdélégué de l'intendant de Moulins à Montmarault, il est député du tiers état aux États généraux de 1789 pour la sénéchaussée de Moulins,. Il se fait peu remarquer à l'assemblée.
En décembre 1790, il devient juge du district de Montmarault.
De son mariage en 1766 avec Marie Marguerite Guy, il a eu deux enfants. Sa fille Marie Louise Victoire est la mère de Marguerite Adèle Daubertès, épouse de Charles Tourret, député de l'Allier et ministre dans le gouvernement Cavaignac en 1848.

## Sources
- « Gilbert-Louis-Grégoire Michelon de Cheuzat », dans Adolphe Robert et Gaston Cougny, Dictionnaire des parlementaires français, Edgar Bourloton, 1889-1891 [détail de l’édition]